# Chris Moriarty
Chris Moriarty (n. 1968) este o scriitoare americană de science fiction.

## Romane

### SeriaSpin
- Spin State (2003) Bantam Spectra
- Spin Control (2006) Bantam Spectra
- Ghost Spin (2013) Bantam Spectra

### SeriaThe Inquisitor's Apprentice
- The Inquisitor's Apprentice (2011) Houghton Mifflin Harcourt
- The Watcher in the Shadows (2013) Houghton Mifflin Harcourt

## Vezi și
- 1968 în științifico-fantastic#Nașteri